# Richard Lewontin
Richard Charles "Dick" Lewontin (Nueva York, 29 de marzo de 1929 - Cambridge Massachusetts, 4 de julio de 2021) fue un biólogo evolutivo, genetista y filósofo de la biología estadounidense.

## Obra
Richard Lewontin fue pionero en aplicar técnicas de biología molecular, como la electroforesis en gel, en cuestiones de variabilidad genética y evolución.
En dos artículos de 1966 que escribió con J. L. Hubby en la revista Genetics, Lewontin ayudó a establecer las bases del moderno campo de la evolución molecular.
Lewontin y S. J. Gould introdujeron el concepto arquitectónico de enjuta (constricción, exaptación) en el campo de la teoría evolutiva. Las exaptaciones hacen referencia a los rasgos orgánicos que existen como consecuencia necesaria de otros rasgos (evolucionados normalmente por selección natural) y cuya génesis no responde, por tanto, a razones adaptativas.
Lewontin fue uno de los primeros defensores de la teoría jerárquica de la evolución (Lewontin, 1970). Desde esta perspectiva, la selección natural no limita su ejercicio a los genes, sino que células, organismos, demes, especies y clados pueden actuar también como unidades evolutivas.
En su artículo "Organism and Environment" (Scientia) y en el último capítulo de Biology as Ideology, Lewontin se opone a la concepción del darwinismo tradicional del organismo como un receptor pasivo de influencias ambientales. Para Lewontin, una comprensión apropiada del organismo ha de enfatizar su papel como constructor activo de su entorno; los nichos no están preformados, no constituyen receptáculos vacíos en los que se insertan los organismos, sino que son definidos y creados por estos mismos. La relación organismo-medio es, por tanto, recíproca y dialéctica. M. W. Feldman, K. N. Laland y F. J. Odling-Smee , entre otros, han profundizado en el desarrollo de este marco teórico.
A lo largo de toda su carrera, Lewontin ha sido especialmente beligerante con el adaptacionismo neodarwinista. En su artículo "Adattamento" (1977) insiste en la necesidad de ofrecer una caracterización de adaptación distinta a su tradicional identificación con la cantidad de descendencia.

### Sociobiología y psicología evolutiva
Lewontin ha mantenido una larga controversia con sociobiólogos y psicólogos evolutivos como Edward O. Wilson y Richard Dawkins que proponen una explicación del comportamiento animal y las estructuras sociales en términos exclusivos de ventaja adaptativa. A lo largo de varios artículos y muy especialmente en su obra No está en los genes, Lewontin ha denunciado las carencias teóricas del reduccionismo genético.
Steven Pinker lo ha criticado por lo que sostiene es un rechazo de la sociobiología por razones que considera no científicas.

## Citas
El principal problema no es darle al público el conocimiento de lo lejos que está la estrella más cercana y de qué están hechos los genes... En cambio, el problema es hacer que rechacen las explicaciones irracionales y sobrenaturales del mundo, los demonios que existen solo en sus imaginaciones, y que acepten un aparato social e intelectual, la Ciencia, como único productor de verdad... Existimos como seres materiales en un mundo material, donde todos los fenómenos son consecuencia de relaciones materiales entre entidades materiales.

Nos ponemos del lado de la ciencia a pesar de lo patentemente absurdo de algunos de sus conceptos, a pesar de su fracaso en cumplir muchas de sus extravagantes promesas de vida y salud, a pesar de la tolerancia de la comunidad científica a historias ad-hoc sin fundamento, porque tenemos un compromiso anterior, un compromiso con el materialismo. No es que los métodos y las instituciones de la ciencia nos obliguen a aceptar una explicación materialista del mundo fenomenológico, sino, por el contrario, que nosotros estamos forzados por nuestra adherencia a priori a las causas materiales para crear un aparato de investigación y una serie de conceptos que producen explicaciones materialistas sin importar qué tanto vayan en contra de la intuición, sin importar qué tan místicas sean para el que no ha sido iniciado. Más allá de eso, el materialismo es un absoluto, pues no podemos dejar que un Pie Divino cruce la puerta.

Está de moda hablar de las 'sociedades de insectos' y del 'lenguaje del chimpancé', pero las nociones de sociedad y lenguaje surgieron de la experiencia humana y sólo secundariamente se aplicaron a hechos y procesos desarrollados por otros organismos. La misma simplicidad de las interacciones que se dan en 'sociedades de insectos', si se las compara con nuestras propias culturas, y la pobreza del 'lenguaje' del chimpancé refuerzan la idea de la singularidad y la superioridad humanas. Después de todo, son los seres humanos quienes escriben libros acerca de las sociedades de insectos y quienes enseñan a los chimpancés a pulsar botones; no al revés. Y es en la contraposición con las otras especies donde percibimos las características comunes a la humanidad. Las diferencias entre los seres humanos se desvanecen ante el inmenso abismo que nos separa de los demás animales[cita requerida]

## Publicaciones
- Is Nature Probable or Capricious? Bio Science, vol. 16, (1966) 25-27
- The Units of Selection, Annual Reviews of Ecology and Systematics, vol. 1 (1970) 1-18
- The Apportionment of Human Diversity, Evolutionary Biology, vol. 6 (1972) pp. 391-398
- The Genetic Basis of Evolutionary Change, Columbia University Press, (1974) ISBN 0-231-03392-3
- Adattamento, Enciclopedia Einnaudi, (1977) vol. 1, 198-214
- Adaptation, Scientific American, vol. 239, (1978) 212-228
- The spandrels of San Marco and the Panglossion paradigm: a critique of the adaptationist programme. (con Gould, S. J.) (1979) Proc R Soc Lond B, vol.205: 581-598
- Human Diversity, Scientific American Library (1982) 2d edn 1995 ISBN 0-7167-6013-4
- The Organism as Subject and Object of Evolution, Scientia vol. 188 (1983) 65-82
- The Dialectical Biologist (con Richard Levins), Harvard University Press (1985) ISBN 0-674-20283-X
- Biology as Ideology: The Doctrine of DNA (1991) ISBN 0-06-097519-9
- The Triple Helix: Gene, Organism, and Environment, Harvard University Press (2000) ISBN 0-674-00159-1
- It Ain't Necessarily So: The Dream of the Human Genome and Other Illusions, New York Review of Books (2000)
- George Gaylord Simpson, Anne Roe, Richard C. Lewontin (2003). Quantitative Zoology. Courier Dover Publications. ISBN 9780486432755.
- Biology Under The Influence: Dialectical Essays on the Coevolution of Nature and Society (con Richard Levins), (2007)

### Editadas en español
- Lewontin, Richard C. (1979). La base genética de la evolución. Ediciones Omega. ISBN 978-84-282-0561-0.

- Lewontin, Richard C.;  Kamin, Leon J. (1996). Crítica del racismo biológico. Grijalbo. ISBN 978-84-253-2945-6.

- Lewontin, Richard C. (1984). La diversidad humana. Prensa Científica. ISBN 978-84-7593-003-9.

- Lewontin, Richard C. (1984). La diversidad humana. Prensa Científica. ISBN 978-84-7593-004-6.

- Lewontin, Richard C. (2000). Genes, organismo y ambiente: las relaciones de causa y efecto en biología. Editorial Gedisa. ISBN 978-84-7432-800-4.

- Lewontin, Richard C.; Rose, Steven (1987). No está en los genes. Editorial Crítica. ISBN 978-84-7423-305-6.

- Lewontin, Richard C.;  Rose, Steven;  Kamin, Leon J. (2003). No está en los genes: racismo, genética e ideología. Editorial Crítica. ISBN 978-84-8432-442-3.

- Lewontin, Richard C. (2001). El sueño del genoma humano y otras ilusiones. Ediciones Paidós Ibérica. ISBN 978-84-493-1075-1.

- Lewontin, Richard C. (2016). El Biólogo Dialectico. Ediciones RyR. ISBN 978-987-1421-94-7.